# Cliff Meidl
Cliff Meidl (Manhattan Beach California, 6 de marzo de 1966) es un kayakista de velocidad estadounidense retirado. Compitió en eventos de kayak de 1000 m en los Juegos Olímpicos de verano de 1996 y en los Juegos Olímpicos de Sidney 2000. Fue seleccionado como el abanderado de los Estados Unidos en los Juegos Olímpicos de Verano del 2000.

## Biografía
Meidl trabajaba en una construcción, cuando de repente, un accidente eléctrico en dicha construcción a los 20 años le provocó una lesión tan grave que casi pierde las piernas. En su batalla por recuperarse compitió en dos Juegos Olímpicos en el deporte del kayak. El Comité Olímpico y Paralímpico de EE. UU. lo seleccionó como el abanderado de la Ceremonia de Apertura en los Juegos Olímpicos de Verano de Sydney 2000. La historia de Meidl recibió una importante cobertura televisiva y de prensa durante la Olimpiada.
Meidl actualmente vive en el sur de California, donde trabaja en gestión de activos. Es un exitoso orador motivacional y miembro de la Asociación Nacional de Oradores. Su lema es "Ad Astra Per Aspera" (en latín: Hacia las estrellas a través de las dificultades), y sus presentaciones orales se centran en los temas universales del valor, la esperanza y el logro a pesar de la adversidad.
Meidl asistió al colegio comunitario El Camino en Torrance, California antes de transferirse a la Universidad Estatal de California, en Long Beach, para completar su licenciatura en administración de empresas. Completó su MBA en la Universidad del Sur de California. Está asociado con fundaciones y organizaciones 501(c3) para defender la conciencia educativa, promover el deporte del kayak y reconocer a las personas por su esfuerzo, coraje y logros excepcionales en medio de circunstancias desafiantes.
Meidl es uno de los 20 atletas homenajeados, junto con Peter Vidmar, Rafer Johnson y Mark Spitz, en un grupo especial llamado Olympian Heroes Series. El grupo fue creado para beneficiar a los atletas olímpicos para el fondo de ayuda de los atletas olímpicos (OORF).